# 1875

## أحداث
- تأسيس مدينة كالغاري وتقع حاليا في كندا.
- تأسيس مدينة مظفربور وتقع حاليا في الهند.
- تأسيس مدينة ماكاي وتقع حاليا في أستراليا.
- تأسيس مدينة دين فونيس وتقع حاليا في الأرجنتين.
- تأسيس مدينة أمريكانا وتقع حاليا في البرازيل.
- تأسيس مدينة أليكساندروبولي وتقع حاليا في اليونان.
- 19 مايو: تأسيس الجمعية الجغرافية المصرية بالقاهرة، مصر.
- 25 يونيو: تأسيس مدينة تاكنا وتقع حاليا في بيرو.
- 20 أغسطس: تأسيس مدينة فونيس [الإنجليزية] وتقع حاليا في الأرجنتين.
- نهاية الحروب بين تكساس والهنود في 1875 والتي بدأت في 1820.
- تأسيس نادي بلاكبيرن روفرز الإنجليزي.
- 2 يونيو - ظهور التلفون لأول مرة على يد المخترع الكساندر غراهام بل.
- تأسيس جامعة القديس يوسف في بيروت

## مواليد
- آليستر كراولي
- أحمد حلمي (صحفي)
- ألبرت شوايتزر
- ألبير الأول ملك بلجيكا
- إبراهيم أطيمش
- إبراهيم بن علي الرشودي
- باول إيلج
- توماس مان
- خالد الهاشمي بن عبد القادر الجزائري
- أحمد المريض مجاهد ليبي
- إي سنغ مان
- ضياء كوك ألب
- غريغوريوس حجار
- غيرد فون رونتشتيت
- فارديناند بورشيه
- لبيبة أحمد
- محمد علي توفيق
- محمد مارمادوك بكتال
- نوبويوكي أبه
- هاشم الأتاسي
- هنري دروري هاتفيلد
- هنري ديل
- 29 نوفمبر - ثيدور إيشيرش عالم الأحياء الألماني.
- كارل يونغ.
- معروف الرصافي.
- عبد الوهاب الطباطبائي صحفي ومدرس عراقي.
- صادق الأسعد، شاعر سوري.

### مارس
- 23 مارس- حسين البروجردي عالم دين وفقيه ومرجع شيعي إيراني

## وفيات
- أندرو جونسون (رئيس)
- ترينلي غياتسو
- جورج بيزيه
- جون ب. ويلر
- منزينجر باشا
- بيير لاروس، موسوعي فرنسي.
- شليويح العطاوي، فارس وأحد أشهر فرسان قبيلة عتيبة.